# Hanno Schmitt

Hanno Schmitt 2016 auf einer Tagung im Rochow-Museum Reckahn

Hanno Schmitt (* 27. Oktober 1942 in Marburg/Lahn) ist ein deutscher Erziehungswissenschaftler und Bildungshistoriker. Bis 2008 war er Professor für Historische Pädagogik mit dem Schwerpunkt Geschichte der Pädagogik, Geschichte des Erziehungs- und Bildungswesens an der Universität Potsdam. Schmitt ist Mitbegründer des Rochow-Museums Reckahn.

## Leben

### Wissenschaftlicher Werdegang
Nach Studium (Erziehungswissenschaft, Germanistik, Politikwissenschaft und Geschichte an den Universitäten Marburg und München 1963–1968) und Lehrertätigkeit wurde Schmitt 1971 als Studienrat an das Institut für Erziehungswissenschaft der Philipps-Universität Marburg abgeordnet (ab 1978 Oberstudienrat im Hochschuldienst). Ebendort 1978 bei Wolfgang Klafki promoviert (Thema der Dissertation: „Schulreform im aufgeklärten Absolutismus. Leistungen, Widersprüche und Grenzen philanthropischer Reformpraxis im Herzogtum Braunschweig-Wolfenbüttel 1785–1790“), habilitierte er sich am Fachbereich Erziehungswissenschaften der Philipps-Universität Marburg mit einer Habilitationsschrift zum Thema „Briefe von und an Joachim Heinrich Campe; Edition und Kommentar“. Von 1993 bis 2008 war er Professor für Historische Pädagogik mit dem Schwerpunkt Geschichte der Pädagogik, Geschichte des Erziehungs- und Bildungswesens an der Universität Potsdam. Seit seiner Emeritierung widmet er sich intensiv dem Ausbau des Rochow-Museums zum Tagungszentrum.

### Privates
Hanno Schmitt ist mit der Erziehungswissenschaftlerin Annedore Prengel verheiratet. Das Ehepaar hat einen Sohn und lebt in Potsdam.

## Arbeits- und Forschungsschwerpunkte
Schmitts Arbeits- und Forschungsschwerpunkte sind die Pädagogik der Aufklärung und des Philanthropismus, die Reformpädagogik sowie die Edition bildungshistorischer Quellen. Seine Beiträge zur Historischen Bildungsforschung sind vor allem geprägt durch eine quellennahe und historisch-empirische Rekonstruktion der Realgeschichte von Erziehung, Bildung und Unterricht vom 18. bis zum 20. Jahrhundert.

### Pädagogik der Aufklärung und des Philanthropismus
Schmitts zahlreiche Studien zur Pädagogik der Aufklärung und des Philanthropismus lassen sich unter den Stichworten „Vernunft und Menschlichkeit“ bündeln. Die Pädagogik der Aufklärung ist nach Schmitt hauptsächlich durch einen Bildungsoptimismus gekennzeichnet, für den die Philanthropen ein realistisch-lebenspraktisches Erziehungsprogramm entwarfen. Schmitts Philanthropismus-Studien sind geprägt durch die Erschließung neuer, meist ungedruckter Quellen wie Briefe, Tage- und Rechnungsbücher, Reisejournale, Gäste- und Besucherbücher, Akten etc. Seine Beiträge thematisieren die Entwicklung, Verbreitung und Durchsetzung, aber auch die Grenzen aufgeklärter, v. a. philanthropischer Erziehungsvorstellungen und Erziehungspraxen in der zweiten Hälfte des 18. Jahrhunderts. Themenschwerpunkte bilden die Kommunikationsnetze sowie Reform- und Volksauklärungsinitiativen der Philanthropen. Neben den philanthropischen Schulreformen (bes. im Fürstentum Braunschweig-Wolfenbüttel und in der Mark Brandenburg) widmet Schmitt seine Forschungen Joachim Heinrich Campe (1746–1818), dem bedeutendsten Pädagogen der Spätaufklärung, sowie dem philanthropischen Volksaufklärer Friedrich Eberhard von Rochow (1734–1805). Zu beiden konzipierte Schmitt eine Ausstellung mit Katalog (1996, 2001).

### Rochow-Museum Reckahn
Seine Forschungen zur Pädagogik der Aufklärung popularisierte Schmitt, indem er das Rochow-Museum Reckahn bei Brandenburg an der Havel mitbegründete. Diese Gründung geht auf die erste gemeinsame Landesausstellung „Preußen 2001 – Facetten einer Epoche“ der Länder Berlin und Brandenburg zurück. Es wurde am 3. August 2001 im – von der Brandenburgischen Schlösser GmbH vollständig sanierten – Rochowschen Herrenhaus mit der Dauerausstellung „Vernunft fürs Volk – Friedrich Eberhard von Rochow im Aufbruch Preußens“ in Trägerschaft des Fördervereins „Historisches Reckahn“ e.V. eröffnet. Für die Idee, wissenschaftliche Konzeption und Herausgabe des Begleitbandes zur Ausstellung zeichneten Schmitt und sein Mitarbeiter Frank Tosch verantwortlich. Am originalen Lebens- und Wirkungsort des Ehepaares Friedrich Eberhard und Christiane Louise von Rochow werden die agrarreformerischen, ökonomischen, sozialpolitischen und pädagogischen Projekte – v. a. das durch Toleranz und Aufklärung geprägte Erziehungsprogramm des Philanthropismus – museal präsentiert. Bereits 2002/2003 (Neuauflage 2006) fand das Rochow-Museum Eingang in das „Blaubuch. Kulturelle Leuchttürme“ Ostdeutschlands der Bundesregierung und wurde in die Liste „Kultureller Gedächtnisorte“ mit besonderer nationaler Bedeutung aufgenommen. Neben dem Rochow-Museum im Schloss Reckahn besteht seit 1992 das Schulmuseum in der ehemaligen Musterschule der Gutsherrschaft (Träger: Landkreis Potsdam-Mittelmark). Inhaltlich ergänzen sich die ständigen Ausstellungen und die Vermittlungsangebote beider Museen. Seit Gründung des Rochow-Museums finden wissenschaftliche Tagungen statt, auf denen aktuelle Forschungserkenntnisse diskutiert werden. Die Reckahner Museen stoßen mit jährlich ca. 10.000 Besucher auf reges Interesse. Über zehn größere Sonderausstellungen zu historischen und gegenwärtigen Themen sowie Kunstausstellungen haben das Besucherinteresse stetig erweitert.

### Reformpädagogik
Schmitts Forschungen zur Reformpädagogik mit einer Arbeitsgruppe an der Universität Marburg leiteten einen Paradigmenwechsel in der Erforschung der Reformpädagogik ein. Wurde die Reformpädagogik als Epoche vom Ende des 19. bis ins erste Drittel des 20. Jahrhunderts bis dahin überwiegend ideen- und motivgeschichtlich sowie ideologiekritisch untersucht, gaben Schmitt u. a. Impulse für eine historisch-empirische Erforschung der Realgeschichte der Reformpädagogik zwischen Kaiserreich und Nationalsozialismus. Diese Impulse bündelten sich 1993 in dem Sammelband „Die alte Schule überwinden“. Vor allem wurden neue Quellen zur Erforschung realer Veränderungsprozesse in reformpädagogischen Schulen herangezogen: archivalische Überlieferungen von Schulakten, Personalakten, Schulchroniken, Tätigkeitsberichten, Schülerarbeiten, Fotografien, Erinnerungen und weitere Quellen aus dem historischen Schulalltag. Mit Blick auf die Reformpädagogik konnte man nun fragen: „Reformpädagogik – Bücherweisheit oder Schulrealität?“. Schmitt führte erstmals den empirischen Nachweis, dass in Deutschland zwischen 1918 und 1933 mindestens 200 Reform- und Versuchsschulen existierten. Die pädagogische Praxis dieser Schulen war gekennzeichnet von Lehr-Lern-Arrangements, die auch heute Merkmale guter Schulen sind. Schmitt stellte seine Forschungen zur Reformpädagogik in einen größeren zeitlichen Horizont und verband sie mit seinen Studien zur Pädagogik der Aufklärung, indem er „Versuchsschulen als Instrumente schulpädagogischer Innovation zwischen Aufklärung und Gegenwart“ interpretierte.

### (Quellen-)Editionen
- 2007 begannen Schmitt und Lindemann-Stark mit den ersten Recherchen zur Korrespondenz des philanthropischen Volksaufklärers und Volksschulreformers Friedrich Eberhard von Rochow. Der bekannte gedruckte Briefwechsel konnte von 303 auf 748 Briefe aus allen wichtigen Lebenszusammenhängen vermehrt werden. Darüber hinaus konnten die beiden Herausgeber einige tausend Seiten ungedruckter Quellen zu Leben und Wirken des Ehepaars Friedrich Eberhard und Christiane Louise von Rochow in Archiven und Bibliotheken entdecken. In der kommentierten Korrespondenz Rochows werden pädagogische, sozial- und agrarreformerische, volksaufklärerische sowie schulreformerisch akzentuierte Aufklärung für einen Zeitraum von immerhin 46 Jahren (1759–1805) in ihrer inneren Verzahnung deutlich. Das von der DFG von 2008 bis 2013 geförderte Projekt wird derzeit für die Drucklegung vorbereitet.
- 1996 und 2007 legte Schmitt eine zweibändige, kommentierte Edition der Briefe von und an Joachim Heinrich Campe[9] vor. (Band 2 hrsg. mit Anke Lindemann-Stark und Christophe Losfeld).[10] Die Korrespondenz konnte von 333 gedruckten auf insgesamt 993 Briefe und Regesten vermehrt werden, erstreckt sich auf einen Zeitraum von 1766 bis 1814 und ist mit einer quellenbasierten Kommentierung versehen. Die Forschungsrelevanz des Briefwechsels besteht u. a. darin, das die in der bisherigen Aufklärungsforschung eher gesondert untersuchten Aspekte von pädagogischer, politischer, literarischer, theologischer, publizistischer und verlegerisch geprägter Aufklärung in ihrer inneren Verzahnung ‚als Einheit‘ deutlich werden.
- Schmitt ist Mitinitiator und Mitherausgeber der Bremer Reihe Philanthropismus und populäre Aufklärung – Studien und Dokumente (herausgegeben von Hanno Schmitt, Erhard Hirsch, Holger Böning gemeinsam mit Jens Brachmann, Rita Casale, Christine Haug, Jürgen Overhoff und Reinhart Siegert). Die Reihe versammelt derzeit 11 Bände zum Themenspektrum Ökonomie, Volksaufklärung und Volksschulreformen des 18. und frühen 19. Jahrhunderts, darunter zwei Dissertationen zu Friedrich Eberhard von Rochow, drei Tagungsbände unter anderem zu Autodidakten aus dem „niederen Ständen“ sowie der Quellenpublikation des erfolgreichsten Lesebuchs der Volksaufklärung, Rudolph Zacharias Beckers zweibändiges Noth- und Hülfsbüchlein (1788/1798).
- Schmitt ist Mitherausgeber der Reihen „Bildungs- und kulturgeschichtliche Beiträge für Berlin und Brandenburg“ und der „Quellen und Studien zur Berlin-Brandenburgischen Bildungsgeschichte“.
- Jahrbuch für Historische Bildungsforschung, 1993 ff.
Als Vorsitzender (1993–1997) der Historischen Kommission der Deutschen Gesellschaft für Erziehungswissenschaft (jetzt: Sektion Historische Bildungsforschung in der DGfE) war Schmitt 1993 Mitbegründer und Herausgeber des Jahrbuches für Historische Bildungsforschung.
- Bilder als Quellen der Erziehungsgeschichte. Als einer der ersten Bildungshistoriker setzte sich Schmitt auch für eine verstärkte Nutzung von Bildern und Fotografien als Quellen in der Historischen Bildungsforschung ein. Dieser methodisch inzwischen weiter ausdifferenzierte Ansatz bündelt sich in der Dokumentation der Beiträge der Jahrestagung 1995 der Historischen Kommission der Deutschen Gesellschaft für Erziehungswissenschaft zum Thema „Bilder als Quellen der Erziehungsgeschichte“.[11]

## Ehrungen

### Verdienstorden der Bundesrepublik Deutschland
Träger des Verdienstkreuzes 1. Klasse des Verdienstordens der Bundesrepublik Deutschland. Verliehen am 11. September 2020.

### Verdienstorden des Landes Brandenburg
Als Mitbegründer des Rochow-Museums in Reckahn wurde Schmitt am 12. Juni 2009 mit dem Verdienstorden des Landes Brandenburg ausgezeichnet.

### Festschrift zum 65. Geburtstag
Jörg-W. Link & Frank Tosch (Hrsg.): Bildungsgeschichte(n) in Quellen. Hanno Schmitt zum 65. Geburtstag. Bad Heilbrunn: Klinkhardt 2007. ISBN 978-3-7815-1564-2.

## Schriften (Auswahl)
- mit Holger Böning, Iwan-Michelangelo D’Aprile, Reinhart Siegert (Hrsg.) (2015): Selbstlesen – Selbstdenken – Selbstschreiben. Prozesse der Selbstbildung von „Autodidakten“ unter dem Einfluss von Aufklärung und Volksaufklärung vom 17. bis zum 19. Jahrhundert. Mit 600 Kurzbiographien von Autodidakten im deutschen Sprachraum bis 1850 und Verzeichnissen von Bauernbibliotheken. Bremen: Edition Lumière. ISBN 978-3-943245-35-6.
- mit Holger Böning (Hrsg.) (2014): Dessau-Wörlitz und Reckahn. Treffpunkte für Aufklärung, Volksaufklärung und Philanthropismus. Arbeitsgespräch am 1. November 2013 im Rochow-Museum, Reckahn, Erhard Hirsch nachträglich zu seinem 85. Geburtstag. Ergebnisse dieses Arbeitsgesprächs. Bremen: Edition Lumière. ISBN 978-3-943245-24-0.
- (Hrsg.) (2011): Die Entdeckung von Volk, Erziehung und Ökonomie im europäischen Netzwerk der Aufklärung. Bremen: Ed. Lumière. ISBN 978-3-934686-87-8.
- mit Frank Tosch (Hrsg.) unter Mitarbeit von Johanna Goldbeck (2009): Neue Ergebnisse der Rochow-Forschung. Berlin: Weidler. ISBN 978-3-89693-539-7.
- mit Holger Böning, Reinhart Siegert (Hrsg.) (2007): Volksaufklärung. Eine praktische Reformbewegung des 18. und 19. Jahrhunderts. Bremen: Ed. Lumière. ISBN 978-3-934686-44-1.
- (2007): Vernunft und Menschlichkeit. Studien zur philanthropischen Erziehungsbewegung. Bad Heilbrunn: Klinkhardt. ISBN 978-3-7815-1549-9.
- mit Rebekka Horlacher, Daniel Tröhler (Hrsg.) (2007): Pädagogische Volksaufklärung im 18. Jahrhundert im europäischen Kontext. Rochow und Pestalozzi im Vergleich. Bern, Stuttgart, Wien: Haupt. ISBN 978-3-258-07282-1.
- mit Anke Lindemann-Stark, Christophe Losfeld (2007): Briefe von und an Joachim Heinrich Campe. Band 2: 1789–1814. Wiesbaden: Harrassowitz. ISBN 3-447-05682-7.
- mit Frank Tosch (Hrsg.) (2001): Vernunft fürs Volk. Friedrich Eberhard von Rochow 1734–1805 im Aufbruch Preußens. [Begleitbuch zur Ausstellung „Vernunft fürs Volk – Friedrich Eberhard von Rochow im Aufbruch Preußens“]. Berlin: Henschel-Verl. ISBN 3-89487-394-9.
- mit Frank Tosch (Hrsg.) (1999): Erziehungsreform und Gesellschaftsinitiative in Preußen 1798–1840. Berlin: Weidler. ISBN 3-89693-128-8.
- mit Jörg-W. Link, Frank Tosch (Hrsg.) (1997): Bilder als Quellen der Erziehungsgeschichte. Bad Heilbrunn, Obb: Klinkhardt. ISBN 3-7815-0898-6.
- (1996): Briefe von und an Joachim Heinrich Campe. Band 1: Briefe von 1766–1788. Wiesbaden: Harrassowitz. ISBN 3-447-03902-7.
- (1996): Visionäre Lebensklugheit. Joachim Heinrich Campe in seiner Zeit (1746–1818). [Ausstellung des Braunschweigischen Landesmuseums und der Herzog-August-Bibliothek Wolfenbüttel vom 29. Juni bis 13. Oktober 1996]. Wiesbaden: Harrassowitz. ISBN 978-3-447-03822-5.
- mit Ullrich Amlung, Dietmar Haubfleisch, Jörg-W. Link (Hrsg.) (1993): „Die alte Schule überwinden“. Reformpädagogische Versuchsschulen zwischen Kaiserreich und Nationalsozialismus. dipa-Verl., Frankfurt am Main, ISBN 3-7638-0185-5.
- mit Friedrich Dickmann (Hrsg.) (1985): Kirche und Schule im nationalsozialistischen Marburg. Marburg: Magistrat der Universitätsstadt Marburg. ISBN 978-3-923820-12-2.
- (1979): Schulreform im aufgeklärten Absolutismus. Leistungen, Widersprüche und Grenzen philanthropischer Reformpraxis im Herzogtum Braunschweig-Wolfenbüttel 1785–1790. Mit einem umfassenden Quellenanhang. Weinheim: Beltz. ISBN 978-3-407-65613-1.